# SISMYK
 (février 2024).
SISMYK, la division musicale de ComediHa!, anciennement appelée QuébeComm, est une maison de production spécialisée dans la création, la production, la promotion et la diffusion multiplateformes de contenus musicaux d'envergures, basée dans la Capitale-Nationale,,,.     
Depuis 2008, SISMYK réalise de nombreux événements majeurs nationaux et internationaux avec des artistes de renommée mondiale, tels que Madonna, Céline Dion, Diana Krall et Patrick Bruel en plus de produire de nombreux spectacles dont Le Grand spectacle de la Fête nationale, Paris-Québec sous les étoiles, Constellation francophone, la SuperFrancoFête, etc.      

## Mission
En 2012, QuébéComm en collaboration avec Live Nation, promeut le spectacle de Madonna, puis celui de Céline Dion, en 2013, tous les deux sur les Plaines d’Abraham à Québec,,. À la suite de ces deux événements majeurs, QuébeComm lance sa division musicale sous le nom SISMYK avec « l'ambition de s'imposer comme un incontournable du spectacle »,. En 2015, SISMYK obtient le mandat de créer et de produire l'émission télévisuelle Le Grand Spectacle de la Fête nationale, présenté dans la Capitale nationale pour les prochaines années,.  
La mission de SISMYK s'oriente autour du rayonnement de la culture québécoise en développant de nombreux projets variés, mémorables et singuliers. L'objectif principal de la division musicale SISMYK est « de produire des événements musicaux originaux avec des artistes d’exception ».    

## Principales réalisations

### Plaines d’Abraham
En 2012, SISMYK s'associe « au géant américain Live Nation » pour orchestrer le spectacle de Madonna sur les Plaines d'Abraham à Québec. 72 000 personnes y assistent. Ce concert marque une étape importante pour SISMYK : il ouvre « la porte à de futures collaborations avec les grands organisateurs de tournées mondiales ».
En 2013, SISMYK conclut une entente avec la compagnie Unison pour présenter « une prestation exclusive et unique » de Céline Dion sur les Plaines d'Abraham, visuellement chapeautée par le directeur artistique Yves Aucoin. La chanteuse offre un spectacle impeccable « entre la précision et l'émotion, la puissance et la subtilité ». « Il s’agira d’un retour sur la scène surplombant les Plaines, où elle a connu « l’un des plus beaux moments de sa carrière » il y a cinq ans ».    

### Palais Montcalm
En 2016, SISMYK présente le concert de Patrick Bruel au Palais Montcalm de Québec. « Le temps d'un seul soir seulement, dans la formule très intime d'une salle de concert à l'acoustique exceptionnelle, Patrick Bruel offrira ses plus grands succès. L'artiste sera entouré de 60 musiciens dirigés par Simon Leclerc, chef associé et orchestrateur de la série des concerts OSM Pop ». Un chanteur de renommée comme celui de Bruel permet à la division musicale de ComediHa! de se positionner de manière plus marquée dans la francophonie. « Ce spectacle marque une nouvelle étape pour SISMYK avec la présentation d'un premier spectacle en salle offrant une proximité avec les artistes ». En effet, développer des concerts exclusifs et intimes dans la ville de Québec est l'un des objectifs au cœur de la mission de SISMYK,.
En 2017, Angèle Dubeau, en compagnie de son ensemble La Pietà, s'arrête au Palais Montcalm à l'occasion de sa tournée intitulée Pour une dernière fois. Produite par SISMYK, la captation du concert est diffusée sur ici Artv ainsi que sur Ici Radio-Canada Télé.

### Grand Théâtre de Québec
En 2017, SISMYK, orchestre « l'inclusion de Québec dans l'itinéraire de la tournée mondiale de la pianiste » Diana Krall, une chanteuse de renommée mondiale, récipiendaire de huit prix Juno et trois prix Grammy. Le concert est présenté au Grand Théâtre de Québec. Il s'agit de son premier passage dans la Capitale-Nationale depuis 13 ans.

### Le Grand spectacle de la Fête nationale
En 2015, SISMYK obtient « le mandat de créer et produire l’émission télévisuelle Le Grand Spectacle de la Fête nationale qui sera présenté en juin 2016 ».
L'année suivante, Le Grand Spectacle de la Fête nationale, présenté sous le thème Québec, de l'art pur!, diffusé sur les ondes de Télé-Québec et animé par Marie-Mai « se veut dynamique, rassembleur et conçu pour réunir toutes les générations »,. Il s'agit de « la plus grande création de variété musicale québécoise de l’année ». La mise en scène, signée par Jean-François Blais est vivante et colorée. Plus de 115 artistes et 110 artisans prennent part à ce grand rassemblement,,. La conception scénique et visuelle est assurée par Yves Aucoin de 4Y2C et Jean-Benoît Lasanté en est le directeur musical. Le spectacle se retrouve en nomination pour le prix Gémeaux du meilleur spectacle télédiffusé en 2016.
En 2017, SISMYK pilote encore une fois le Grand spectacle de la Fête nationale, avec Jean-François Blais à la mise en scène et Marie-Mai à l’animation. De nombreux artistes y prennent part dont Richard Séguin, Éric Lapointe, Gregory Charles, Luce Duffault, Karim Ouellet, David Usher, Ingrid St-Pierre, Marjo, Alexe Gaudreault, Travis Cormier, Daniel Bélanger, Gerry Boulet, Laurence Jalbert, Vincent Vallières, etc.
L'année suivante, Le Grand Spectacle de la Fête nationale, produit par SISMYK, animé par Garou, Gregory Charles et Isabelle Boulay et diffusé à Télé-Québec présente plusieurs artistes dont Andréanne A. Mallette, Annie Villeneuve, Corneille, Daniel Lavoie, Guylaine Tanguay, Les sœurs Boulay, Luc De Larochellière, Mitsou, Patrice Michaud, Jean-Pierre Ferland, 2Frères, Émile Bilodeau, Manu Militari ainsi que Célébrations, un chœur gospel de 20 personnes de la région de Québec.
L'édition 2019, du Grand Spectacle de la Fête nationale, animé par Ariane Moffatt et Pierre, Lapointe est « diversifiée et multigénérationnelle ». De nombreux artistes dont Loud, Cœur de pirate, Geneviève Jodoin, Ludovick Bourgeois, Alex Nevsky, Marc Dupré, Yann Perreau, Brigitte Boisjoli, France D’Amour, Martine St-Clair, Le groupe Le Vent du Nord ainsi que Sarahmée prennent part au spectacle.  
En 2020, SISMYK poursuit son mandat de produire Le Grand spectacle de la Fête nationale, diffusé par TVA, ICI Radio-Canada Télé, Télé-Québec et Noovo et présente plus d'une une quarantaine d'artistes sous le thème Tout le Québec l'unisson dont Patrice Michaud, Lara Fabian, Michel Rivard, Marie-Michèle Desrosiers, Gregory Charles, Marie-Mai, Louis-Jean Cormier, Isabelle Boulay, Richard Séguin, Luce Dufault, Émile Bilodeau, Cœur de pirate, etc. L'événement, animé par Ariane Moffatt et Pierre Lapointe, a lieu à L'Amphithéâtre Cogeco de Trois-Rivières en raison de la pandémie. 2,16 millions de téléspectateurs se rassemblent autour de cet événement majeur. 
Sous le thème d'Un Québec tissé serré, l'édition 2021, diffusé par TVA, ICI Radio-Canada Télé, Télé-Québec et Noovo, se déplace à Charlevoix, aux abords du fleuve Saint-Laurent. L'événement, animé par Charlotte Cardin, Cœur de pirate, Louis-Jean Cormier, Corneille, Samian et Sarahmée, prend place au Fairmont Manoir Richelieu. La diversité des genres musicaux, des sexes et des communautés culturelles est au cœur du spectacle. En effet, « les personnalités choisies représentent les diverses communautés ethniques et culturelles présentes sur le territoire québécois ».  Sylvain Parent-Bédard mentionne qu'il s'agit « possiblement le plus gros show de l’histoire de la fête nationale ». Plus de 200 artistes et personnalités, dont Janette Bertrand, Kim Thuy, 2 Frères, Marie-Pierre Arthur, Johanne Blouin, Marie-Mai, Daniel Boucher, Robert Charlebois, Gregory Charles, le Cirque Éloize, France D’Amour, Yvon Deschamps, Raoul Duguay, Geneviève Jodoin, Pierre Lapointe, Les Trois Accords, Ariane Moffatt, Mylène Paquette, Mario Pelchat, Fred Pellerin, Judi Richards, Damien Robitaille, Alexandra Stréliski, Guylaine Tanguay et Vincent Vallières y prennent part,,. 

### Paris-Québec
Paris-Québec sous les étoiles met l'accent sur la rencontre entre les francophones d'Europe et d'Amérique. En 2008, le concert Paris-Québec à travers la chanson, est présenté lors du 400e anniversaire de la ville de Québec, lequel est diffusé en France, en Belgique, en Suisse ainsi qu'au Canada francophone.

### Constellation francophone
En 2017, dans le cadre des festivités de Constellation francophone, initiées par le Centre de la Francophonie des Amériques en collaboration avec Patrimoine canadien, TFO, UNIS, SISMYK présentent une production télévisuelle « à grand déploiement célébrant la francophonie » mettant en valeur plusieurs artistes sur la scène du parc de la Francophonie, à Québec. Les porte-paroles de Constellation francophone sont Jean-François Breau, originaire de Tracadie-Sheila, au Nouveau-Brunswick et Marie-Eve Janvier, originaire de Roxton Pond en Montérégie. 

Cet évènement met en vedette « plus de 400 artistes francophones et francophiles connus, des artistes de la relève et des artistes autochtones », à travers le Canada, soit à Edmonton, Dieppe, Ottawa, Québec, Saskatoon, Toronto, Victoria, Whitehorse, Winnipeg, Montréal et Dartmouth. À cet effet, Denis Desgagné, président-directeur général du Centre de la francophonie des Amériques mentionne : 
« Issue d’une volonté de fêter le fait francophone en Amérique, Constellation francophone, c’est d’abord une conversation entre les communautés qui met de l’avant une francophonie plurielle et inclusive. C’est une année entière de célébrations où l’affirmation et la fierté de millions de francophones seront à l’honneur ».

### La SuperFrancoFête
Près de 50 ans après Le Festival international de la jeunesse francophone, aussi connu sous le nom de la Superfrancofête, inauguré par Pierre Trudeau et Robert Bourassa, de nombreux artistes et artisans provenant de diverses régions de la francophonie « sont de nouveau invités à Québec pour mettre en valeur la langue française et la diversité culturelle de cette communauté linguistique ».

La première édition de la SuperFrancoFête produite par SISMYK, présentée en 2022, met en valeur les talents de la francophonie locale et internationale à l'Agora de Québec. Inspirée du spectacle J'ai vu le loup, le renard, le lion, réunissant sur scène Félix Leclerc, Gilles Vigneault et Robert Charlebois, en 1974, ce rendez-vous musical télévisuel rend « hommage à la chanson francophone d’hier et d’aujourd’hui, d’ici et d’ailleurs »,. 
« C’est dans l’ADN de SISMYK d’être passionnés de musique et amoureux de la langue française, soutient Sylvain Parent-Bédard, président et chef de la direction SISMYK. C’est une suite logique pour nous de poursuivre cette mission de faire rayonner notre langue.» 
Il s'agit d'une « occasion rêvée de voyager au rythme de la musique et de découvrir l'étendue de notre langue ». En 2022, ce nouvel événement musical télévisuel, animé par Garou (Québec), Angélique Kidjo (Bénin) et Nolwenn Leroy (France), diffusé sur les ondes de radio du réseau Cogeco, sur les ondes de TVA, TV5 Québec-Canada ainsi que TV5 Monde, présente une trentaine d’artistes en provenance de 10 pays dont Patrick Bruel (France), Magic System (Côte d'Ivoire), Mentissa (Belgique), Stephan Eicher (Suisse), Jill Barber (Colombie-Britannique), Tiken Jah Fakoly (Côte d'Ivoire), Zachary Richard (Louisiane), Louis-Jean Cormier (Québec), Robert Charlebois (Québec), Isabelle Boulay (Québec), Salebarbes (Nouveau-Brunswick), Rori (Belgique), Bonenfant (Québec), Corneille (Rwanda), Mula (Côte d'Ivoire), Damien Robitaille (Ontario), Kim Thuy (Vietnam), Maka Kotto (Cameroun) et Fred Pellerin (Québec),. 

La SuperFrancoFête suscite un énorme engouement. Plus de 50 000 demandes de billets sont formulées pour assister à ce spectacle d'envergue qui célèbre l'amitié francophone,. Cinq mille spectateurs y assiste sur place et plusieurs millions de téléspectateurs visionnent le spectacle à la télévision,.

« Pour les prochaines éditions de son évènement, SISMYK compte bien offrir un éventail encore plus varié de voix de la francophonie. « C’est impossible de représenter toute une langue avec un seul spectacle, on va continuer de travailler pour que tous ceux qui parlent le français soient de la fête », conclut Sylvain Parent-Bédard ». 